# Greta Johansson
Anna Teresa Margareta Johansson, nota anche come Greta Johansson (Stoccolma, 9 gennaio 1895 – San Mateo, 28 gennaio 1978), è stata una tuffatrice e nuotatrice svedese. È stata campionessa olimpica ai Giochi olimpici di Stoccolma 1912. Nel 1973 è divenuta membro dell'International Swimming Hall of Fame.

## Palmarès
- Giochi olimpici

Stoccolma 1912: oro nella piattaforma